# Grupo de Artillería Antiaéreo 601
El Grupo de Artillería Antiaéreo 601 "Tte. Gral. Pablo Riccheri" (GAA 601) es una unidad de artillería del Ejército Argentino con asiento en la guarnición militar de Mar del Plata, Provincia de Buenos Aires, y que es elemento de la Agrupación de Artillería Antiaérea de Ejército 601-Escuela, que a su vez depende del Comando de la 3.ª División de Ejército "Tte. Gral. Julio Argentino Roca".
Este grupo de artillería fue creado en el año 1964 y conforma la guarnición junto al GAA Mix 602, el G Mant Sis Aa 601 "My. Marcelo Sergio Novoa" y la jefatura de la agrupación de artillería.

## Historia

### Orígenes
El origen de la artillería antiaérea del Ejército Argentino se remonta a 1939, cuando el Grupo de Artillería Antiaéreo se estableció en Campo de Mayo, la sede principal del ejército, junto con el Centro de Instrucción Antiaéreo, una unidad de entrenamiento.
Mientras tanto, las autoridades de la ciudad turística de Mar del Plata buscaban el asentamiento de una base militar allí. En 1940, una comisión local independiente, bajo los auspicios de Juan Fava y Rufino Inda, los dos exalcaldes socialistas de la ciudad, hizo una petición formal al Ministerio de la Guerra. Por coincidencia, los socialistas gobernaban Mar del Plata durante los dos grandes despliegues de combate en la historia de la unidad (1962 y 1982), aunque el país estaba bajo una dictadura militar en ambas ocasiones. A finales de 1944 los dos grupos antiaéreos se fusionaron y se transfieren a Mar del Plata, bajo el nombre de Escuela de Artillería Antiaérea.

### Los disturbios políticos
A partir del segundo período de gobierno de Juan Domingo Perón hasta las dictaduras de la década de 1970, hubo varios períodos de inestabilidad política y violencia que involucra a los militares. Argentina fue testigo del derrocamiento de gobiernos constitucionales seguidos de enfrentamientos esporádicos entre facciones rivales de las fuerzas armadas y de la oleada de organizaciones militantes izquierdistas.

### Revolución Libertadora de 1955
Durante los últimos días del peronismo en el poder, después de una gran purga en sus filas, el Ejército se convirtió en la única fuerza en el interior de los militares con la mayoría de los oficiales en apoyo de Perón. Este fue también el caso del GADA 601. Hubo un primer intento malogrado contra el gobierno, liderado principalmente por la Armada Argentina, el 16 de junio, cuando los aviones rebeldes lanzaron una serie de ataques terroristas aéreos, matando a casi 350 personas. En Mar del Plata, el grupo mantuvo una estrecha vigilancia sobre la base naval, tomando posiciones en las colinas que rodean el puerto. Finalmente, la revuelta tuvo éxito en 16 de septiembre. Esta vez, la actitud de los oficiales GADA 601 estaba en duda. Durante la mañana del día 19, el crucero  ARA Nueve de Julio y cinco destructores bombardearon los cuarteles del grupo, ya abandonada por las tropas. Una torre de radar de largo alcance y otros equipos fueron destruidos. El comandante cambió de bando poco después de esta acción.

### 1962

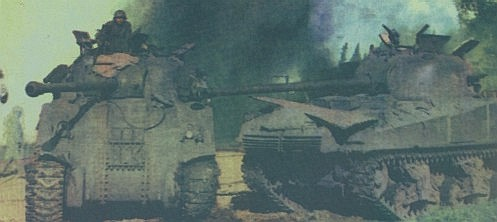
Tanque Sherman inutilizado por fuego de 40 mm cerca de Florencio Varela, septiembre de 1962.

Después de la caída del presidente Arturo Frondizi y su sustitución por un gobierno civil títere bajo el control de las fuerzas armadas, el ejército permaneció dividida por la cuestión de la prohibición de algunos partidos políticos. Si bien hubo un amplio consenso sobre la prohibición de los ideólogos de izquierda, las cosas no fueron tan clara sobre el peronismo. El grupo de línea dura fue apodado colorados -«los morados»-, y el «legalista» -en contra de una prohibición indiscriminada- azules -«los azules»-.
En septiembre de 1962, el comando en jefe del ejército y el Ministerio de Defensa estaban bajo el control de los «colorados». Un levantamiento interno comenzó en el ejército el 18 de septiembre cuando los «azules», dirigidos por el general Juan Carlos Onganía, desafiaron la autoridad central. El presidente José María Guido permaneció neutral. El 20 de septiembre, las unidades involucradas marcharon a la capital. Uno de ellos fue un fuerte columna compuesta de 30 tanques Sherman los cuales partieron de su base en Magdalena,  al sur este de La Plata. El Comandante en Jefe estableció un control de carretera cerca de Florencio Varela, una ciudad en la mitad de camino entre Buenos Aires y La Plata. Un destacamento del GADA, bajo el mando del mayor Merbilháa, fue llamado al servicio para reforzar la posición con sus armas Bofors 40 mm. El enfrentamiento comenzó a media mañana, cuando un avión de reconocimiento fue repelido por el fuego antiaéreo. El puesto fue finalmente sobrepasado por la columna blindada, pero de acuerdo con el coronel Federico de la Fuente, el comandante del grupo, los cañones de 40 mm pusieron fuera de combate cuatro o cinco Sherman. El historiador Félix Luna, en cambio, sugiere la pérdida de sólo dos tanques. Durante una acción previa, una patrulla de exploradores habían sido capturado por miembros del GADA 601. Después de un día entero de enfrentamientos, la crisis terminó con el despido del comandante en jefe y el ministro de Defensa cuando las fuerzas blindadas llegaron a Buenos Aires. Onganía adjudicó la victoria a los azules y su punto de vista constitucional. Sin embargo, él tomó la silla presidencial del presidente Arturo Illia en un golpe de Estado en 1966.

### Operativo Independencia
El Grupo de Artillería de Defensa Aérea 601 integró el Agrupamiento A que se desplazó a la provincia de Tucumán por orden del Comando General del Ejército para reforzar la V Brigada de Infantería que llevaba adelante el Operativo Independencia. El Agrupamiento A se turnaba con los Agrupamientos B y C, creados para el mismo fin.

### 1976
La unidad antiaérea sufrió sus primeras pérdidas a manos de los guerrilleros argentinos el 11 de febrero de 1976, cuando miembros del Ejército Revolucionario del Pueblo emboscaron y mataron al comandante del GADA 601, el teniente coronel Rafael Raúl Reyes —coronel post mortem—, en la ciudad Mar del Plata. El jefe de la Batería C, teniente 1.º Fernando Cativa Tolosa —capitán post mortem—, mientras patrullaba al frente de sus hombres en las calles del Mar del Plata durante este período, murió en un enfrentamiento con guerrilleros el 8 de octubre de 1976. Se conocería más tarde que la organización terrorista guerrillera Montoneros se adjudicaría la agresión armada, que se iba a reflejar en el último número del año del órgano de difusión Evita Montonera.
Durante la dictadura denominada «Proceso de Reorganización Nacional» el GADA 601 fue asiento de la Jefatura de la Subzona 15, desde donde se ejecutó la política de terrorismo de Estado en el área de Mar del Plata y alrededores, mediante torturas, asesinatos y desapariciones. En sus instalaciones funcionó un centro clandestino de detención.
El coronel Alberto Pedro Barda, jefe de la Agrupación, estuvo a cargo de la represión en Mar del Plata y su jefe operativo fue el coronel Alfredo Manuel Arrillaga. A unos 15 kilómetros del lugar instalaron el centro clandestino de detención conocido como «La Cueva». Entre los crímenes de lesa humanidad cometidos en sus instalaciones se encuentra la masacre conocida como «La noche de las corbatas».

### Conflicto con Chile
Una disputa sobre las islas del Canal Beagle (Picton, Nueva y Lennox) provocó un conflicto limítrofe con Chile en 1978. El 12 de diciembre, la mayor parte del GADA se desplegó hacia el norte de la Patagonia. El Grupo de Artillería de Defensa Aérea Mixto 602, a cargo de los cañones AA Bofors de 40 mm y de los  misiles Tiger-Cat, fue trasladado por ferrocarril hacia la ciudad de Viedma (capital de la provincia de Río Negro), cerca del río del mismo nombre. Mientras tanto, el resto de la fuerza continuó el viaje hacia el oeste, a la ciudad de Zapala, en la provincia de Neuquén. Las tropas luego marcharon por ruta al área de acumulación cerca de la localidad de Plaza Huincul. El grupo estableció tres puestos de avanzada a lo largo de los ríos Negro; Colorado y Limay para brindar defensa antiaérea a puentes clave. Después de un avance diplomático logrado por el enviado de la Santa Sede, el cardenal Antonio Samoré, el GADA regresó a Mar del Plata el 30 de enero.

### Guerra de Malvinas
El Grupo de Artillería de Defensa Aérea 601 (GADA 601) estuvo desplegado en la isla Soledad bajo el mando del teniente coronel Héctor Lubín Arias. Su dotación se componía de un número de seis direcciones de tiro Skyguard para un total de doce cañones Oerlikon GDF-002 de calibre 35 mm. El equipo se completaba con un radar Cardion AN/TPS-44 Alert MK II que estuvo emplazado en Sapper Hill. El radar funcionó en apoyo a la artillería y como sustituto en los períodos en que el radar Westinghouse AN/TPS-43 de la FAA estaba fuera de servicio.
El GADA 601 desplegó un total de 462 efectivos, con dos baterías de tiro armadas de un total de 12 cañones Oerlikon GDF de 35 mm; una sección armada de un lanzamisiles Euromissile Roland y tres cañones de 35 mm; y 6 directores de tiro Skyguard.
La posición del GADA 601 estuvo en Puerto Argentino/Stanley mientras que la 3.ª Sección de la Batería «B» se destacó a Pradera del Ganso.
Los ataques aéreos británicos sobre la Base Aérea Militar Malvinas (BAM Malvinas) en proximidades de Puerto Argentino comenzaron el 1 de mayo con una incursión de un bombardero Avro Vulcan a las 04:44 horas, seguida por ataques de cazabombarderos Sea Harrier a las 08:23. Según los británicos, nueve Sea Harriers del Escuadrón Aeronaval 800 liderados por el mayor Andy Auld, participaron en la segunda incursión contra la BAM Malvinas, con otra formación de tres bombarderos atacando a la Base Aérea Militar Cóndor (BAM Cóndor) de Pradera del Ganso (Goose Green) defendido por los cañones de 35 mm del subteniente Claudio Oscar Braghini y una batería de cañones antiaéreos de 20 mm de la Fuerza Aérea. En Puerto Argentino los artilleros antiaéreos argentinos afirmaron haber derribado dos aviones Sea Harrier el 1 de mayo, y varios de los defensores informan haber visto la destrucción de estas máquinas. Los británicos dicen no haber sufrido pérdidas el 1 de mayo aunque admiten que uno fue alcanzado por un proyectil de 20 mm, pero los argentinos disputan esto diciendo que los Sea Harrier XZ452 y XZ453 del Escuadrón 801, que fueron reportados desaparecidos el 6 de mayo supuestamente en condiciones de poca visibilidad junto con sus pilotos, el capitán de corbeta John Eyton-Jones y el teniente Alan Curtis en esa misión fueron en verdad derribados. El periodista Nicolás Kasanzew y su equipo pudieron filmar el ataque aéreo con el periodista, aseverando que habían sido derribados. «Dos aviones que habían bombardeado el aeropuerto con escasa suerte». El comandante del Escuadrón 801 teniente comandante Nigel Ward daría, a su vez, versiones contradictorias sobre la pérdida de los aviones matrículas XZ452 y 453.
Las operaciones conjuntas argentinas ocasionaron el derribo y la inutilizacion de por lo menos siete cazabombarderos británicos tipo Sea Harrier FRS-1 y Harrier GR-3 en Malvinas.
El 4 de mayo, el destacamento de cañones antiaéreos del subteniente Claudio Oscar Braghini en Goose Green, abrieron fuego exitosamente a las 13:45 horas contra una formación de tres cazas Sea Harrier del Escuadrón 800, derribando al Harrier XZ450 y matando a su piloto, el teniente Nicholas Taylor.
El 6 de mayo, el secretario de Defensa británico John Nott anunció haber perdido dos Sea Harrier, XZ452 y XZ453 junto con sus pilotos del Escuadrón 800, pero dicen que chocaron entre sí después de haber sido lanzados del portaaviones Hermes para investigar un contacto de radar sospechoso en cercanías del destructor HMS Sheffield, que había sido puesto fuera de acción por un misil Exocet el 4 de mayo.
El 17 de mayo, los británicos admiten la pérdida del Sea Harrier XZ438 pilotado por el mayor David Poole, pero dicen que se produjo durante un ejercicio en Yeovilton y que su piloto logró eyectarse.
El 22 de mayo, una formación de cuatro Harriers del 1.º Escuadrón de la RAF de la Real Fuerza Aérea Británica se encontraron con fuego intenso sobre Goose Green y los argentinos reportaron observar en su radar cómo un avión perdía altura rápidamente y concluyeron que se estrelló en el mar.
El 23 de mayo, los británicos admiten la pérdida de un Sea Harrier del Escuadrón 800 poco después de despegar del portaaviones HMS Hermes en lo que era un planeado bombardeo nocturno sobre la Base Aérea Militares Malvinas cerca de Puerto Argentino. El piloto, el teniente comandante Gordon Batt, murió al estrellarse su avión en el mar.
El 25 de mayo, a las 1538, los artilleros antiaéreos de defensa de la base aérea Malvinas afirman haber derribado un cazabombardero británico con un misil Roland a las 14:07 y otro avión Harrier un poco más tarde a las 15:38, diciendo que fue alcanzado por el fuego cruzado de 20 mm de la Fuerza Aérea y 35 mm del Ejército. Los británicos dicen no haber sufrido pérdidas en este día, pero el teniente David Morgan del Escuadrón 800 en su libro Hostile Skies (Phoenix, 2007) admite haber sobrevivido el disparo de dos misiles Roland el 25 de mayo.
Ese mismo día, en el aeropuerto de Malvinas una bomba con espoleta de retardo estalló en la pista. Las esquirlas del explosivo mataron al soldado Ricardo Mario Gurrieri, que se desempeñaba en 2.ª Sección de la Batería «B» del GADA 601.
El 26 de mayo, el 1.º Escuadrón de la RAF volvió a bombardear la zona de Monte Kent y el mayor Peter Squire revelaría posteriormente en su diario de guerra The Harrier Goes to War que uno de sus tanques de combustible fue alcanzado en esta ocasión por el fuego de los cañones antiaéreos de 35 mm dirigidos por radar.
El 27 de mayo, los cañones antiaéreos del Ejército —subteniente Claudio Braghini— y Fuerza Aérea —jefe de Reemplazo de la Pieza N.º 1: soldado conscripto Ramón Garcés— en Goose Green, abrieron fuego exitosamente otra vez, derribando al Harrier XZ988 pilotado por el mayor Bob Iveson mientras atacaba posiciones argentinas en la Colina Darwin. Iveson logró eyectarse en cercanías de Paragon House y evitar ser capturado.
El 28 de mayo, durante las últimas horas de la Batalla de Pradera del Ganso, los cañones del subteniente Braghini causaron varias bajas entre los atacantes del 2.º Batallón Paracaidista británico.
El 29 de mayo según el libro Historia del Conflicto del Atlántico Sur: La Guerra Inaudita (Pleamar, 1986) del comodoro Rubén Oscar Moro, los artilleros antiaéreos argentinos derribaron otro cazabombardero británico con un misil Roland a las 12:05. Los británicos admiten la pérdida del Sea Harrier ZA174 ese día, pero afirman que se deslizó fuera de la cubierta del portaaviones Invincible debido a la fuerte marejada y que lograron rescatar al piloto, el teniente comandante Mike Broadwater. El corresponsal de guerra argentino Nicolás Kasanzew en su libro Malvinas a sangre y fuego (Editorial Abril, 1982) dice que vio una gran nube de humo negro a la hora que el Roland fue lanzado, y el teniente comandante Nigel Ward dice haber disparado por error un misil Sidewinder sobre la capital malvinense mientras descendía para bombardear BAM Malvinas lo que probablemente significa que el Roland destruyó al misil Sidewinder de Ward. Posteriormente los fabricantes de los misiles Roland afirmarían que uno de los misiles destruyó una «bomba» en pleno vuelo.
El 30 de mayo los británicos admiten la pérdida del Harrier XZ 963 piloteado por el mayor Jerry Pook del 1.º Escuadrón de la RAF. Personal del GADA 601 informan que el Harrier fue alcanzado por el fuego de cañones adelantados de la unidad. Pook se vio obligado abandonar la aeronave, y fue rescatado algún tiempo después.
El 31 de mayo, los Harriers de la RAF lanzaron una serie de ataques en la mañana y por la tarde sobre la capital malvinense, después de recibir noticias de que cazabombarderos Super Etendard habían aterrizado en BAM Malvinas. Dos Harrier del Escuadrón de Caza 1 son alcanzados por fuego antiaéreo en el ataque de la mañana, incluyendo el Harrier XV-789 piloteado por el Tte. Tony Harper el cual al ser alcanzado por fuego de 20 mm o 35 mm requiere un cambio de motor según el libro Falklands: The Air War (British Aviation Research Group, 1986). Durante la tarde, el Harrier piloteado por el teniente Mark Hare y el Harrier piloteado por el vicecomodoro Peter Squire sufren daños en la pantalla de cabina, al explotar cerca de ellos misiles Tigercat y Roland.
El 1 de junio, el Sea Harrier XZ456 piloteado por el teniente Ian Mortimer del Escuadrón 801, fue alcanzado por un misil Roland alrededor de las 14:00. Esta pérdida es ratificada por los británicos y dicen que el piloto logró eyectarse y fue rescatado por un helicóptero británico Sea King.
El día 3 de junio, un misil antirradar Shrike disparado desde un Vulcan explotó contra un director de tiro Skyguard de los cañones Oerlikon de 35 mm, matando al teniente 1.º Alejandro Dachary, el sargento René Pascual Blanco Pascual Blanco, y a los soldados conscriptos AOR Jorge Llamas y Oscar Daniel Diarte.
El 7 de junio, el Harrier piloteado por el mayor Jerry Pook es alcanzado por fuego de armas portátiles 7.62 del Batallón de Infantería de Marina N.º 5, después de atacar posiciones cerca de Sapper Hill. Sobre esta acción recuerda el Soldado Conscripto José Luis Fazio recuerda: 

Mis compañeros de la Compañía Mar tiraron un Sea Harrier, con fuego de fusil. Lo estaban esperando, había pasado varias veces por una especie de corredor aéreo hacia el aeropuerto. Le tiraron descargas cerradas para que atropellara las balas, se ladeó, empezó a echar humo y se perdió en el mar. Sentimos una gran explosión.

El 8 de junio un misil Blowpipe lanzado por el cabo Hugo MacDougall del grupo antiaéreo de la Compañía B 'Piribebuy' del Regimiento 6, alcanzó el Harrier del piloto vicecomodoro Peter Squire que había partido del portaviones Hermes para bombardear la zona Monte Longdon―Dos Hermanas. Squire logró eyectarse y su cazabombardero hizo un aterrizaje forzoso en San Carlos, dañado sin reparación posible, y fue canibalizado.
Según el jefe del escuadrón de los Harrier GR-3 en Malvinas, el mayor Bob Iveson, el Harrier XZ989 ya dañado por los hombres de la Infantería de Marina Argentina o el Cabo MacDougall, se estrelló el 8 de junio al intentar aterrizar en la pista de aterrizaje de San Carlos:

En total llevamos a cabo 130 misiones de ataque y perdimos tres aviones, todos por fuego terrestre. Un cuarto Harrier se estrelló durante el aterrizaje vertical en la pista metálica de 850 pies en San Carlos. Este accidente se debió a daños causados por  fuego de armas livianas.

El 8 de junio, aparte de la pérdida del cazabombardero de Squire, los británicos también informan haber perdido al Harrier XV744 en Wittering, pero dicen que fue debido a que los motores dejaron de funcionar en pleno vuelo.
En algún momento entre las 09:00 y las 10:00 del 12 de junio, el Harrier XW919 piloteado por el teniente Murdo MacLeod fue alcanzado por la explosión prematura de un misil Tigercat o tal vez un Roland o por los cañones de 35mm y seriamente dañado, después de lanzar bombas de racimo en la zona de Sapper Hill. El Harrier sufrió daño de categoría 4 y aunque se hicieron esfuerzos para repararlo completamente el avión nunca voló operacionalmente otra vez y en la posguerra fue exhibido en el Museo Polaco de Aviación.
En las últimas horas de la guerra del 14 de junio, el Batallón de Infantería de Marina 5 logra retirarse de Tumbledown a Puerto Argentino sin ser atacados desde el aire, gracias al hecho de que el comandante de la X Brigada de Infantería Mecanizada «Teniente General Nicolás Levalle» (general de brigada Oscar Luis Jofré, jefe de las fuerzas argentinas terrestres en la capital malvinense), había ordenado a varios de los 35 cañones tomar nuevas posiciones para proteger la retirada del batallón.

## Causas de delitos de lesa humanidad
El Sr Teniente Coronel VGM (RE) Emilio Guillermo Nani de 71 años de edad, se presentó el 5 de mayo de 2017 ante la Justicia Federal de Mar del Plata y quedó detenido acusado de haber participado en las detenciones y desapariciones de presuntos extremistas en la década de los setenta.
Según Nani, el juez federal Santiago Inchausti, titular de los juzgados 1 y 3 de Mar del Plata, «habría resuelto ordenar» su captura para procesarlo por delitos de lesa humanidad. Nani actuó como teniente 1.ro jefe de la Batería Comando y Servicios en el Grupo de Artillería de Defensa Aérea 601 en 1976 y fue ascendido a capitán en diciembre de dicho año. Ese año fue particularmente violento en Buenos Aires, con la unidad antiaérea sufriendo dos muertos (teniente coronel Rafael Raúl Reyes y Teniente 1º Fernando Cativa Tolosa) a manos de los guerrilleros ocultos entre la población civil. El 9 de noviembre de 1976, Nani milagrosamente sobrevivió
la explosión de una poderosa bomba montonera detonada durante una reunión de jefes de policía y ejército de Buenos Aires que se realizaba en el edificio de la Jefatura de Policía de la ciudad de La Plata. En la explosión, mueren tres uniformados y varios otros son gravemente heridos.

## Armamento
Las primeras armas antiaéreas adquiridas fueron los cañones Skoda de 76,2 mm y cañones de 20 mm. Más tarde, entre 1949 y 1962, el Ejército Argentino compró armas Bofors de 40 y de 90 mm. Durante 1951, el primer radar de largo alcance Westinghouse fue importado de los Estados Unidos. El grupo cambió su nombre a Centro de Entrenamiento de Defensa Aérea (CIADA) al Grupo de Artillería de Defensa Aérea 601 (GADA 601) en 1964. Su primer comandante fue el teniente coronel Esteban Rodríguez. 
El GAA 601 se compone de baterías, cada uno de ellos dividido en tres secciones. La sección, dirigida por un Subteniente, por lo general consta de dos piezas de artillería. En 1968, se estableció una nueva subunidad, la batería "C", la incorporación de nuevos materiales como el L sistema de guiado por radar 70-Contraves Bofors 40 mm.
En 1970 tuvo su primera batería de misiles, una lanzadora triple Tigercat.
En 1980, después de una crisis fronteriza con Chile, el Ejército Argentino adquirió sistemas de guiado por radar Oerlikon-Contraves 35 mm. Por otra parte, una nueva unidad se añadió a la GADA en 1976, la AADA 602, primero con Tigercats y unos años más tarde con misiles Roland-2.
Después de perder la mitad de los sistemas de 35 mm y uno de los cuatro Roland en la guerra de 1982, el grupo se reforzó con Bofors 40 mm y cañones Hispano-Suiza HS.831 30 mm.
En 2022, recibió lanzadores RBS-70 NG con sus respectivos misiles.